# Revue canadienne alpine
Pour les articles homonymes, voir Alpine Journal (homonymie).
La Revue canadienne alpine est la revue annuelle du Club alpin du Canada (CAC). Il sert comme publication de référence de ce club alpin sur le thème de l'escalade, de l'alpinisme, du ski de montagne et de l'exploration montagneuse.
La revue a été lancée en 1907 avec une fréquence de moins d'une parution par année. Depuis 1947, la revue est publiée annuellement.
Chaque numéro contient des reportages sur des ascensions, écrits par les participants, ainsi que de courtes notes rédigées par des grimpeurs sur des nouvelles voies. On y trouve également des articles généraux sur l'alpinisme, la médecine de montagne, l'environnement montagnard, ou d'autres sujets. Chaque numéro comprend des critiques de livres, des souvenirs des membres décédés, et les activités du club.